# Gynoplistia vittinervis
Gynoplistia vittinervis är en tvåvingeart som beskrevs av Alexander 1924. Gynoplistia vittinervis ingår i släktet Gynoplistia och familjen småharkrankar. Inga underarter finns listade i Catalogue of Life.